# Thalassoma ascensionis
 Thalassoma ascensionis és una espècie de peix de la família dels làbrids i de l'ordre dels perciformes.

## Morfologia
Els mascles poden assolir els 10 cm de longitud total.

## Distribució geogràfica
Es troba a Santa Helena i a São Tomé.